# Artikel 57 des Grundgesetzes für die Bundesrepublik Deutschland
Artikel 57 des Grundgesetzes für die Bundesrepublik Deutschland regelt die stellvertretende Ausübung der Funktion des Staatsoberhauptes der Bundesrepublik Deutschland.

## Wortlaut
„Die Befugnisse des Bundespräsidenten werden im Falle seiner Verhinderung oder bei vorzeitiger Erledigung des Amtes durch den Präsidenten des Bundesrates wahrgenommen.“

## Erläuterungen
Gemäß der Bestimmung übt der Präsident des Bundesrates die Funktionen des Bundespräsidenten aus, solange der Bundespräsident zur Ausübung nicht in der Lage oder das Amt vakant ist. Da gemäß der Königsteiner Vereinbarung das Amt des Bundesratspräsidenten unter den Ministerpräsidenten (Regierenden Bürgermeistern, Ersten Bürgermeistern, Senatspräsidenten) der Länder rotiert, übt damit im Vertretungsfall ein Regierungschef auf Landesebene zugleich die Funktionen des Staatschefs auf Bundesebene aus.
Präsidenten des Bundesrats übernehmen die Befugnisse des Bundespräsidenten etwa im Falle von medizinischen Operationen, wie Michael Müller, Regierender Bürgermeister von Berlin, für Frank-Walter Steinmeier 2018 oder im Falle von offiziellen Auslandsbesuchen, wie Peter Tschentscher, Erster Bürgermeister von Hamburg, ebenso für Steinmeier 2023.
Flankiert wurde Artikel 57 durch den (obsoleten) Art. 136 Absatz 2 GG, nach dem bis zur Wahl des ersten Bundespräsidenten dessen Befugnisse (mit Ausnahme der Auflösung des Bundestages) von dem Präsidenten des Bundesrates ausgeübt wurden.

## Rechtsvergleich
In der Weimarer Republik wurden die Funktionen des Reichspräsidenten im Vertretungsfall zunächst durch die Reichsregierung, aufgrund einer Verfassungsänderung durch den Präsidenten des Reichsgerichts ausgeübt.